# Macastre
Macastre ist eine Gemeinde (municipio) mit 1.475 Einwohnern (Stand: 2024) in der spanischen Provinz Valencia. Sie befindet sich in der Comarca Hoya de Buñol. 

## Geografie
Macastre liegt etwa 45 Kilometer westsüdwestlich von Valencia in einer Höhe von ca. 375 m.

## Demografie
| 1900 | 1930 | 1950 | 1970 | 1981 | 1991 | 2001 | 2011 | 2021 |
| ---- | ---- | ---- | ---- | ---- | ---- | ---- | ---- | ---- |
| 987  | 1018 | 974  | 773  | 820  | 868  | 1068 | 1341 | 1338 |

## Sehenswürdigkeiten

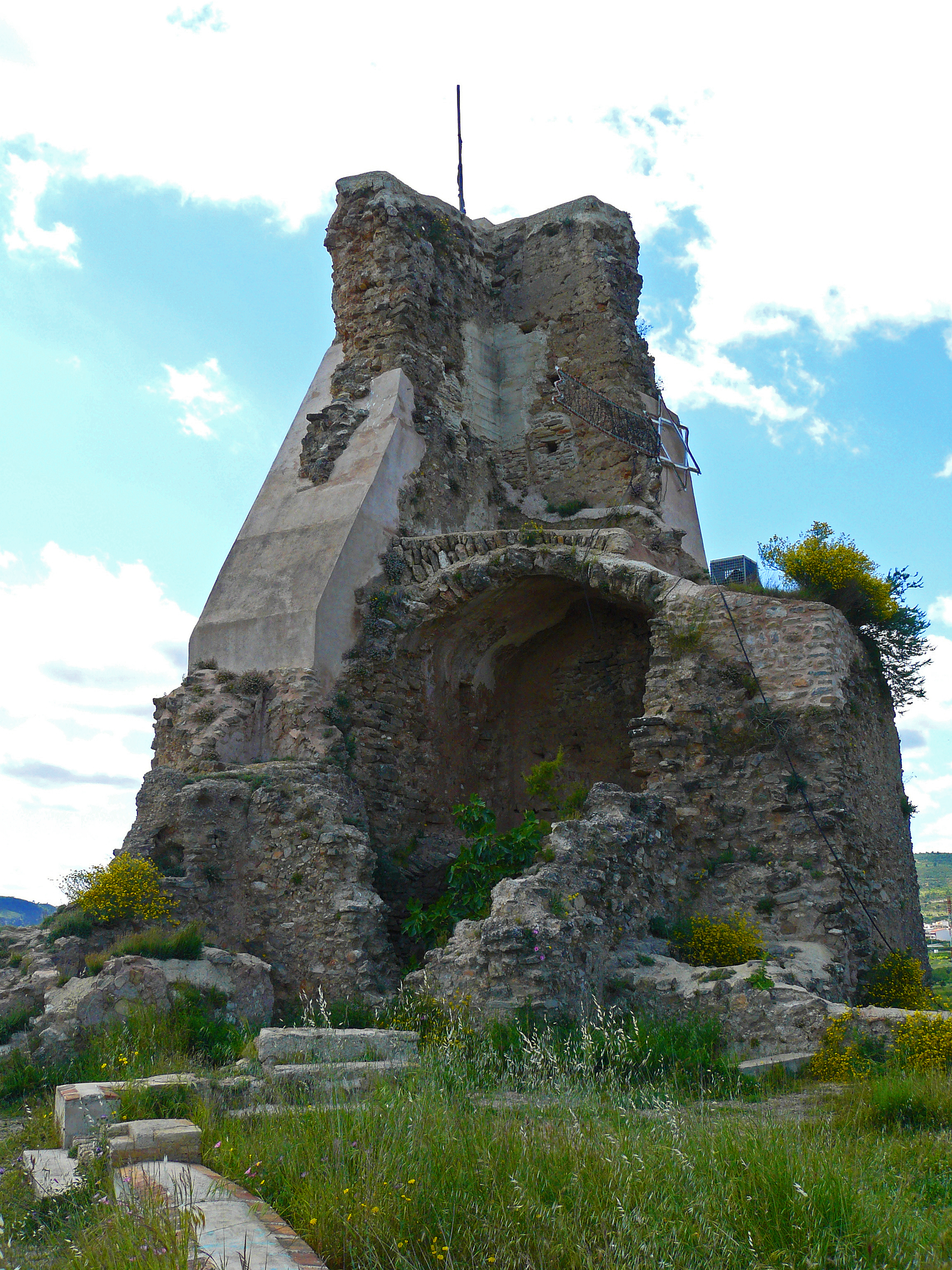
Reste der Burg
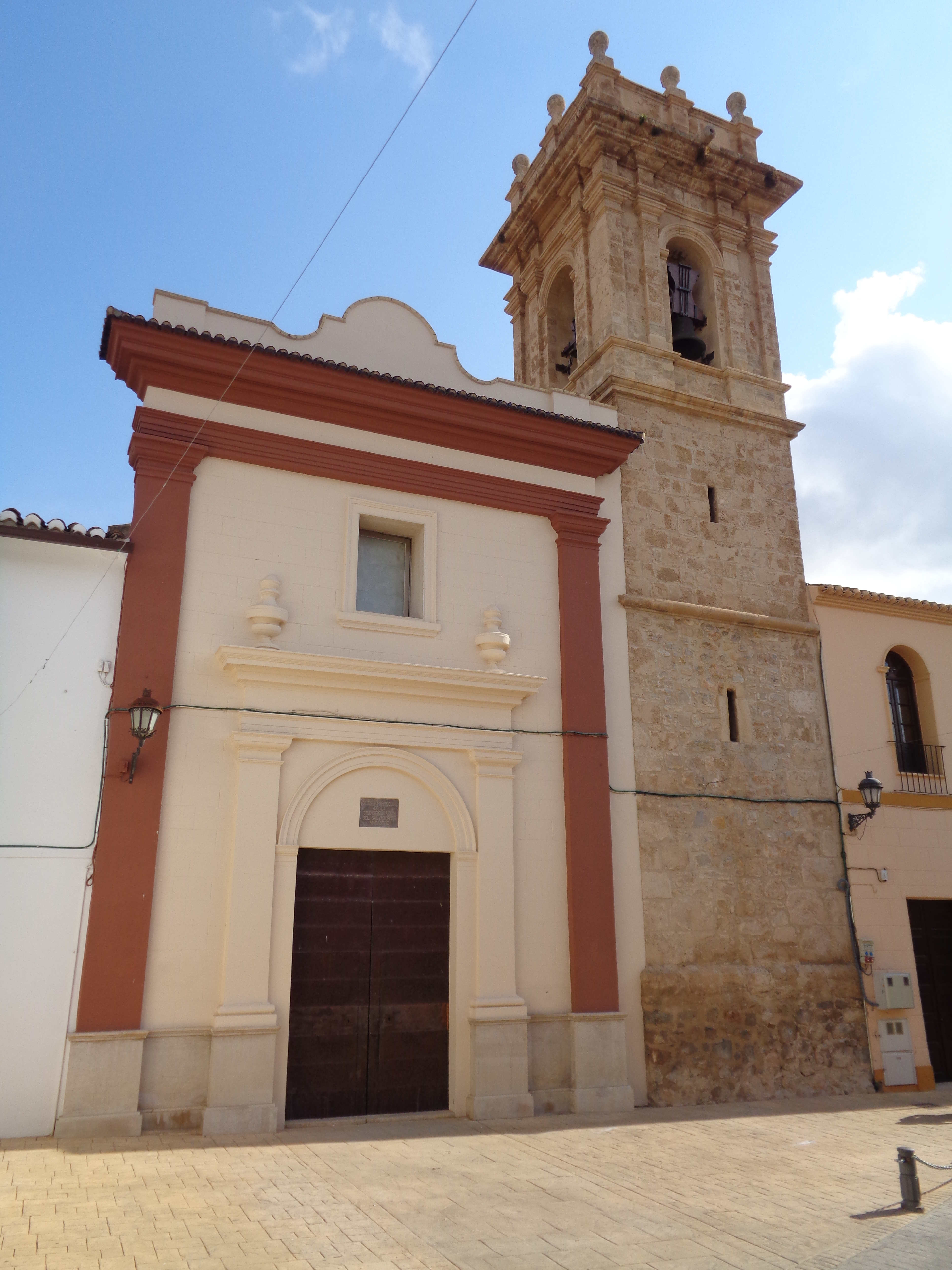
Kirche Verklärung Christi (Iglesia de la Transfiguración del Salvador)
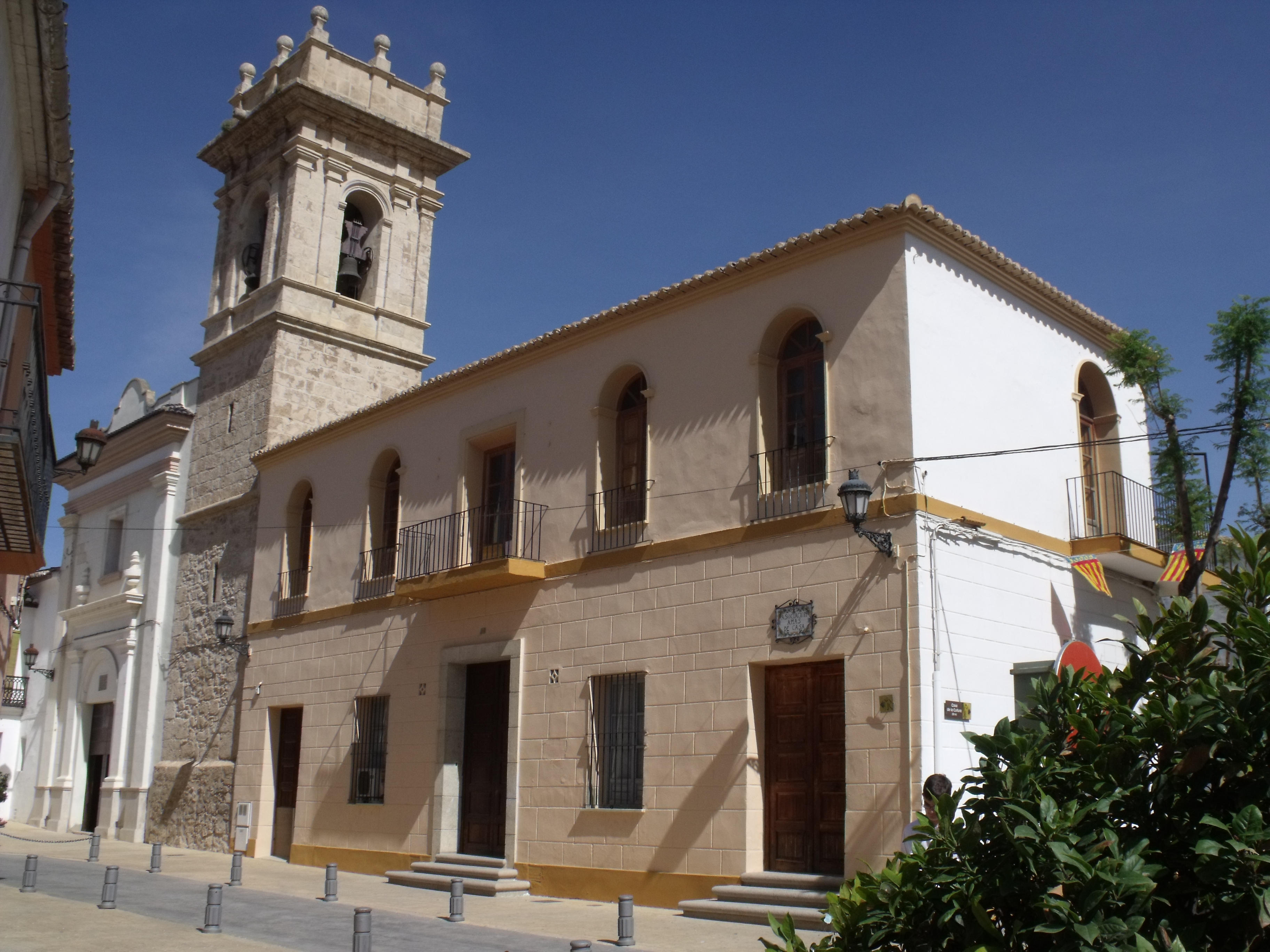
altes und neues Rathaus
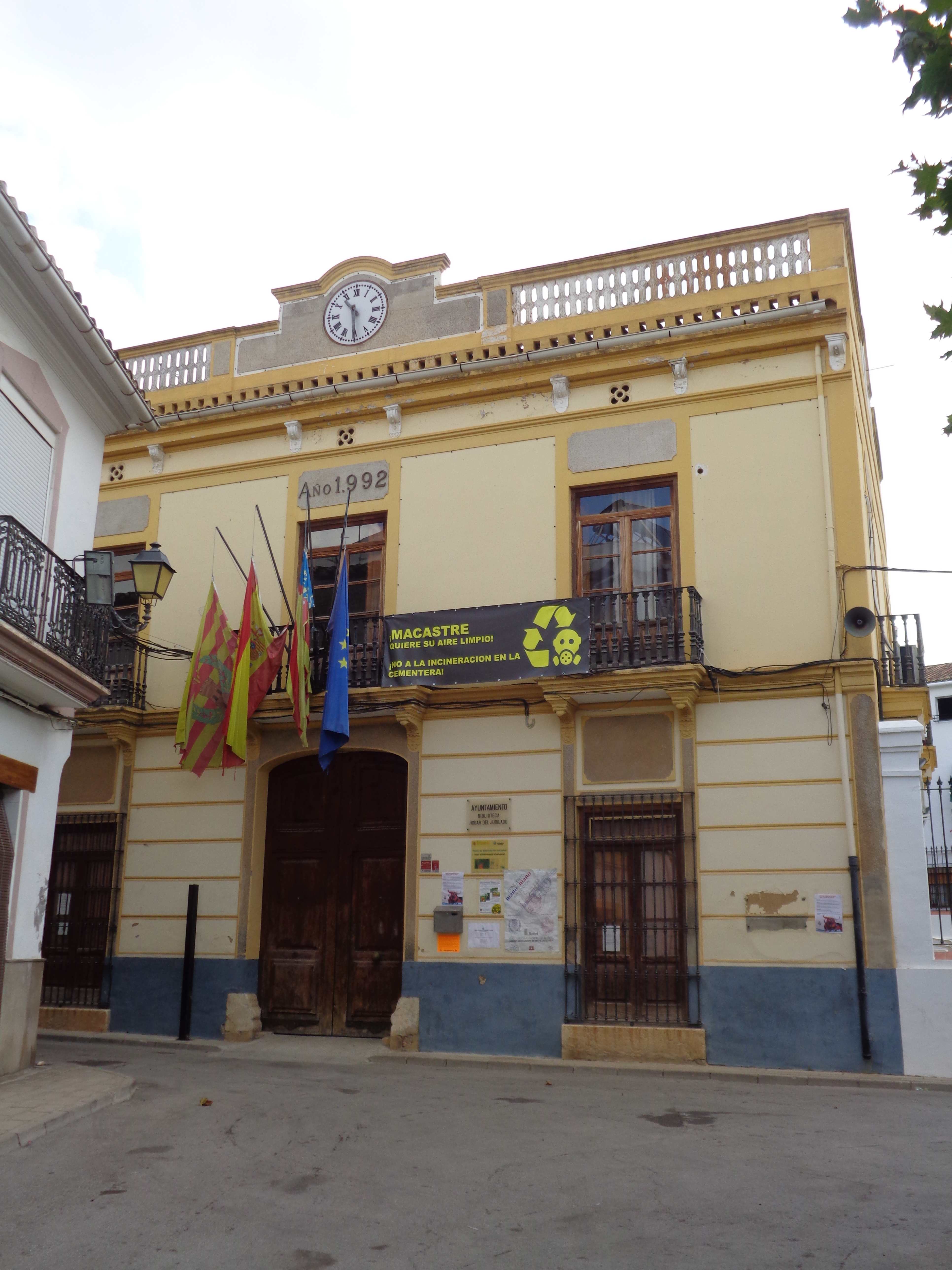
Neues Rathaus

- Reste der Burg
- Kirche Verklärung Christi
- Altes Rathaus
- Neues Rathaus